# Rivière aux Cèdres
Pour les articles homonymes, voir Cèdres (homonymie).
La rivière aux Cèdres est un affluent de la rive est de la rivière Henri (Leclercville) dont le courant se déverse successivement dans la rivière du Chêne et sur la rive sud du fleuve Saint-Laurent.
La rivière aux Cèdres coule dans les municipalités de Saint-Agapit, Saint-Flavien, Dosquet, Saint-Janvier-de-Joly et Val-Alain, dans la municipalité régionale de comté (MRC) de Lotbinière, dans la région administrative du Chaudière-Appalaches, au Québec, au Canada.

## Géographie
Les principaux bassins versants voisins de la rivière aux Cèdres sont :
- côté nord : rivière Huron (rivière du Chêne), rivière aux Ormes (rivière Huron), fleuve Saint-Laurent ;
- côté est : rivière Noire (rivière Huron), rivière Beaurivage, rivière aux Pins (rivière Beaurivage) ;
- côté sud : rivière aux Frênes, rivière Henri (Leclercville), rivière du Chêne ;
- côté ouest : rivière Henri (Leclercville), rivière du Chêne.

La rivière aux Cèdres prend sa source dans une zone de marais chevauchant les limites intermunicipalités de Saint-Agapit, de Dosquet et de Saint-Flavien. Cette zone de tête est située à 8,0 km au sud-ouest du centre du village de Saint-Agapit, à 5,5 km à l'ouest du village du centre de Saint-Flavien et à 5,0 km au nord-est du centre du village de Dosquet.
À partir de sa zone de tête, la rivière aux Cèdres coule sur 20,9 km répartis selon les segments suivants :
- 100 m vers le sud-ouest en zone de marais dans Saint-Agapit ;
- 2,5 km vers le sud-ouest, dans Saint-Flavien, en traversant une zone de marais, jusqu'à la décharge de la "Branche de droite" de la rivière aux Cèdres" ;
- 1,9 km vers l'ouest, jusqu'à la route 271 ;
- 1,5 km vers l'ouest, jusqu'à la limite de Dosquet ;
- 1,1 km vers l'ouest, jusqu'à la limite de Saint-Janvier-de-Joly ;
- 1,4 km vers l'ouest, jusqu'à une route de campagne ;
- 3,5 km vers l'ouest, jusqu'à une route de campagne, qu'elle couple à 0,6 km au sud du village de Saint-Janvier-de-Joly ;
- 2,8 km vers l'ouest, jusqu'à l'autoroute 20 ;
- 6,1 km vers l'ouest, jusqu'à sa confluence.

La rivière aux Cèdres se déverse dans un coude de la rivière sur la rive est de la rivière Henri (Leclercville) dans la municipalité de Val-Alain. Cette confluence est située en aval de la confluence de la rivière aux Frênes et en amont de la confluence de la rivière Henri (Leclercville).

## Toponymie
Le toponyme Rivière aux Cèdres a été officialisé le 5 décembre 1968 à la Commission de toponymie du Québec.